# Gran Premio de Francia de Motociclismo de 1992
El Gran Premio de Francia de Motociclismo de 1992 fue la décima prueba de la temporada 1992 del Campeonato Mundial de Motociclismo. El Gran Premio se disputó el 19 de julio de 1992 en el circuito de Magny Cours.

## Resultados 500cc
Segunda victoria de la temporada para el campeón del mundo, Wayne Rainey,por delante de Wayne Gardner y John Kocinski. Aprovechando la ausencia de Michael Doohan, que se cayó en el Gran Premio de los Países Bajos, Rainey se acerca a la clasificación hasta los 37 puntos
| 1        | Wayne Rainey         | Yamaha        | 45.05.182 | 20 |
| 2        | Wayne Gardner        | Honda         | 45.11.864 | 15 |
| 3        | John Kocinski        | Yamaha        | 45.13.869 | 12 |
| 4        | Juan Garriga         | Yamaha        | 45.16.827 | 10 |
| 5        | Eddie Lawson         | Cagiva        | 45.39.083 | 8  |
| 6        | Niall Mackenzie      | Yamaha        | 45.50.888 | 6  |
| 7        | Miguel Duhamel       | Yamaha        | 45.56.631 | 4  |
| 8        | Randy Mamola         | Yamaha        | 46.03.397 | 3  |
| 9        | James Whitham        | Harris Yamaha | 46.32.015 | 2  |
| 10       | Toshiyuki Arakaki    | ROC Yamaha    | 46.44.473 | 1  |
| 11       | Andrew Stroud        | ROC Yamaha    | 46.49.749 |    |
| 12       | Serge David          | ROC Yamaha    | 1 Vuelta  |    |
| 13       | Cees Doorakkers      | Harris Yamaha | 1 Vuelta  |    |
| 14       | Michael Rudroff      | Harris Yamaha | 1 Vuelta  |    |
| 15       | Nicholas Schmassmann | ROC Yamaha    | 1 Vuelta  |    |
| 16       | Peter Graves         | Harris Yamaha | 1 Vuelta  |    |
| 17       | Josef Doppler        | ROC Yamaha    | 1 Vuelta  |    |
| 18       | Marco Papa           | Librenti      | 2 Vueltas |    |
| Ret      | Doug Chandler        | Suzuki        | Ret       |    |
| Ret      | Kevin Mitchell       | Harris Yamaha | Ret       |    |
| Ret      | Dominique Sarron     | ROC Yamaha    | Ret       |    |
| Ret      | Eddie Laycock        | Yamaha        | Ret       |    |
| Ret      | Corrado Catalano     | ROC Yamaha    | Ret       |    |
| Ret      | Àlex Crivillé        | Honda         | Ret       |    |
| Ret      | Kevin Schwantz       | Suzuki        | Ret       |    |
| Ret      | Claude Arciero       | ROC Yamaha    | Ret       |    |
| DNS      | Alex Barros          | Cagiva        | DNS       |    |
| DNS      | Thierry Crine        | ROC Yamaha    | DNS       |    |
| DNS      | Bernard Garcia       | Yamaha        | DNS       |    |
| Sources: |                      |               |           |    |

## Resultados 250cc
El podio lo ocupan íntegramente los pilotos italianos: la victoria fue para Loris Reggiani, segunda de la temporada, por delante de Pierfrancesco Chili y Luca Cadalora. Este último sigue liderando la clasificación general con 50 puntos por delante de Reggiani.
| Pos. | Piloto                    | Moto    | Tiempo    | Pts. |
| ---- | ------------------------- | ------- | --------- | ---- |
| 1    | Loris Reggiani            | Aprilia | 44.37.434 | 20   |
| 2    | Pierfrancesco Chili       | Aprilia | 44.37.691 | 15   |
| 3    | Luca Cadalora             | Honda   | 44.47.040 | 12   |
| 4    | Jochen Schmid             | Yamaha  | 44.47.483 | 10   |
| 5    | Carlos Cardús             | Honda   | 45.04.931 | 8    |
| 6    | Alberto Puig              | Aprilia | 45.13.318 | 6    |
| 7    | Wilco Zeelenberg          | Suzuki  | 45.13.688 | 4    |
| 8    | Herri Torrontegui         | Suzuki  | 45.15.694 | 3    |
| 9    | Bernard Haenggeli         | Aprilia | 45.21.661 | 2    |
| 10   | Jurgen van den Goorbergh  | Aprilia | 45.22.026 | 1    |
| 11   | Eskil Suter               | Aprilia | 45.23.981 |      |
| 12   | Frédéric Protat           | Aprilia | 45.24.965 |      |
| 13   | Paolo Casoli              | Yamaha  | 45.25.111 |      |
| 14   | Adrian Bosshard           | Honda   | 45.29.023 |      |
| 15   | Luis d'Antín              | Honda   | 45.42.552 |      |
| 16   | Bernd Kassner             | Aprilia | 45.43.623 |      |
| 17   | Michele Gallina           | Yamaha  | 45.56.325 |      |
| 18   | Adi Stadler               | Honda   | 45.56.452 |      |
| 19   | Bernard Cazade            | Honda   | 45.56.675 |      |
| 20   | Carlos Lavado             | Gilera  | 45.59.036 |      |
| 21   | Erkka Korpiaho            | Aprilia | 46.06.471 |      |
| 22   | Harald Eckl               | Aprilia | 46.12.820 |      |
| 23   | Renzo Colleoni            | Yamaha  | 46.15.844 |      |
| 24   | Jean-Michel Bayle         | Honda   | 1 Vuelta  |      |
| 25   | Katsuyoshi Kozono         | Honda   | 1 Vuelta  |      |
| Ret  | Jean-Philippe Ruggia      | Gilera  | Ret       |      |
| Ret  | Patrick van den Goorbergh | Aprilia | Ret       |      |
| Ret  | Doriano Romboni           | Honda   | Ret       |      |
| Ret  | Yves Briguet              | Honda   | Ret       |      |
| Ret  | José Kuhn                 | Honda   | Ret       |      |
| Ret  | Loris Capirossi           | Honda   | Ret       |      |
| Ret  | Masahiro Shimizu          | Honda   | Ret       |      |
| Ret  | Stefan Prein              | Honda   | Ret       |      |
| Ret  | Andreas Preining          | Aprilia | Ret       |      |
| Ret  | Antonio García            | Yamaha  | Ret       |      |
| DNS  | Helmut Bradl              | Honda   | DNS       |      |
| DNS  | Max Biaggi                | Aprilia | DNS       |      |
| DNS  | Jean Pierre Jeandat       | Aprilia | DNS       |      |

## Resultados 125cc
La victoria del italiano Ezio Gianola fue demoledora, partiendo desde la pole y también obtuvo la vuelta rápida. Tras él,  el japonés Noboru Ueda y el español Jorge Martínez Aspar, que había estado ausente del podio desde hace dos años. La clasificación general continúa siendo liderada por el alemán Ralf Waldmann con solo un punto en Gianola y siete puntos en el otro italiano Alessandro Gramigni.
| Pos. | Piloto              | Moto     | Tiempo    | Pts. |
| ---- | ------------------- | -------- | --------- | ---- |
| 1    | Ezio Gianola        | Honda    | 45.37.526 | 20   |
| 2    | Noboru Ueda         | Honda    | 45.42.796 | 15   |
| 3    | Jorge Martínez      | Honda    | 45.42.972 | 12   |
| 4    | Kazuto Sakata       | Honda    | 45.43.454 | 10   |
| 5    | Alessandro Gramigni | Aprilia  | 45.44.379 | 8    |
| 6    | Bruno Casanova      | Aprilia  | 45.46.128 | 6    |
| 7    | Dirk Raudies        | Honda    | 45.46.635 | 4    |
| 8    | Nobuyuki Wakai      | Honda    | 45.54.05  | 3    |
| 9    | Hans Spaan          | Aprilia  | 45.57.374 | 2    |
| 10   | Ralf Waldmann       | Honda    | 45.58.765 | 1    |
| 11   | Takao Shimizu       | Honda    | 46.00.008 |      |
| 12   | Maik Stief          | Aprilia  | 46.01.031 |      |
| 13   | Oliver Koch         | Honda    | 46.04.709 |      |
| 14   | Gabriele Debbia     | Honda    | 46.14.837 |      |
| 15   | Kin'ya Wada         | Honda    | 46.29.929 |      |
| 16   | Arie Molenaar       | Aprilia  | 46.33.018 |      |
| 17   | Oliver Petrucciani  | Honda    | 46.36.455 |      |
| 18   | Loek Bodelier       | Honda    | 46.36.709 |      |
| 19   | Alain Bronec        | Honda    | 46.39.627 |      |
| 20   | Manuel Hernández    | Aprilia  | 46.40.678 |      |
| 21   | Steve Patrickson    | Honda    | 46.40.824 |      |
| 22   | Peter Galvin        | Honda    | 46.49.725 |      |
| 23   | Noel Ferro          | Honda    | 47.14.444 |      |
| 24   | Hubert Abold        | Honda    | 47.14.969 |      |
| 25   | Hisashi Unemoto     | Honda    | 1 giro    |      |
| 26   | Régis Laconi        | Honda    | 1 Vuelta  |      |
| Ret  | Luis Álvaro         | JJ Cobas | Ret       |      |
| Ret  | Peter Öttl          | Rotax    | Ret       |      |
| Ret  | Julián Miralles     | Honda    | Ret       |      |
| Ret  | Fausto Gresini      | Honda    | Ret       |      |
| Ret  | Giuseppe Fiorillo   | Yamaha   | Ret       |      |
| Ret  | Fausto Ricci        | Yamaha   | Ret       |      |
| Ret  | Alfred Waibel       | Honda    | Ret       |      |
| Ret  | Robin Appleyard     | Honda    | Ret       |      |
| Ret  | Carlos Giró         | Aprilia  | Ret       |      |
| Ret  | Heinz Lüthi         | Honda    | DNS       |      |